# Nellie Nugent Somerville
Nellie Nugent Somerville, död 1952, var en amerikansk politiker (demokrat). Hon satt i Mississippis delstatskongress 1923-1926. Hon var den första kvinnan i delstatskongressen i sin delstat. Hon tillhörde den konservativa sydstatsfraktionen inom demokratiska partiet. Hon var engagerad i kampen för rösträtt innan den infördes 1920. 